# Чернышёв, Владимир Яковлевич
Влади́мир Я́ковлевич Чернышёв (род. 3 июня 1970, Муром, Владимирская область) — российский историк, фотограф, генеалог, кандидат исторических наук (2006), специалист в области истории России, ведущий специалист по дореволюционной истории города Мурома, автор ряда книг, монографий, научно-популярных статей по истории Мурома и Муромского края.
Один из авторов Православной энциклопедии. В 2007 году его монография «Муром. Краткий путеводитель» удостоена первого места на литературно-педагогическом конкурсе «Добрая лира».

## Биография

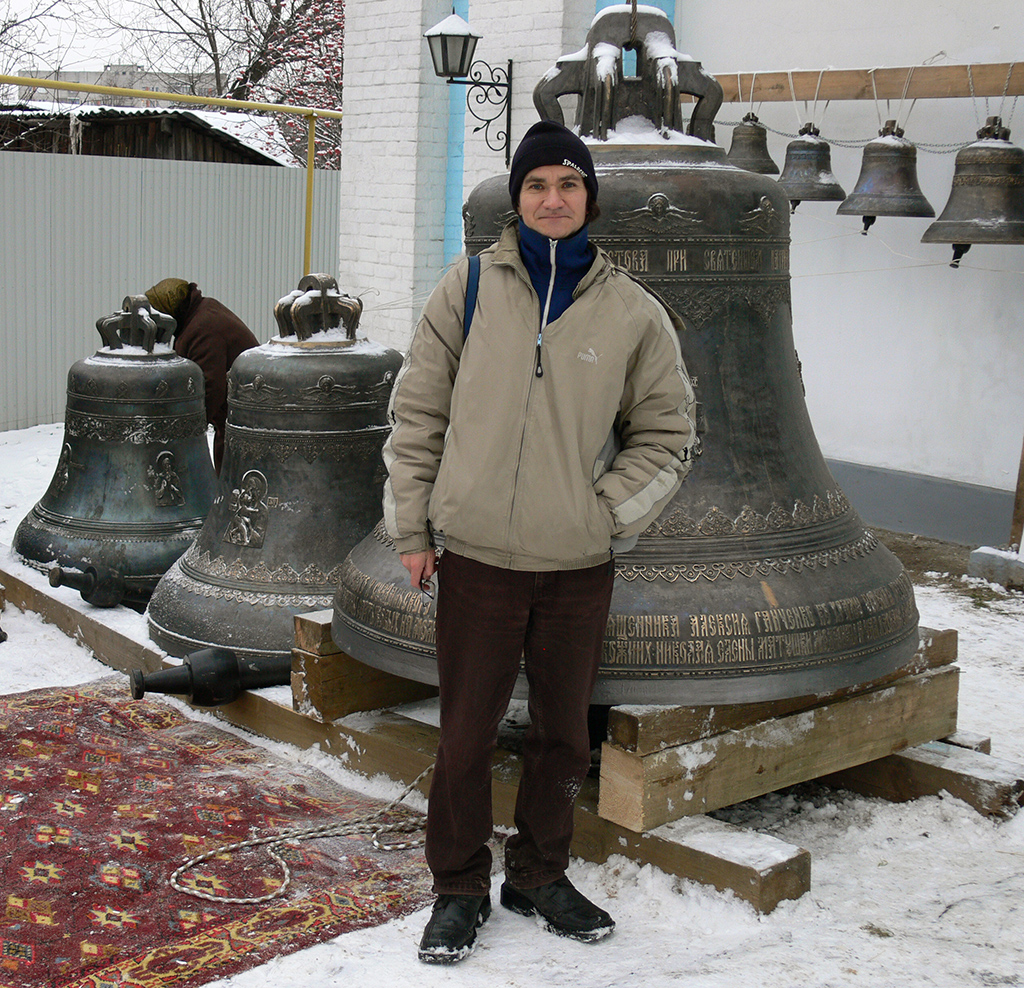

Родился 3 июня 1970 года в городе Муроме Владимирской области, в семье врачей.
В 1986 году принимал участие в археологических раскопках на территории муромского кремля в составе Муромского отряда Владимиро-Суздальской экспедиции под руководством Н. Е. Чалых.
В 1987 году окончил среднюю школу № 16 города Мурома и с 1988 по 1994 годы обучался на историческом факультете Нижегородского государственного университета им. Н. И. Лобачевского по окончании которого с отличием защитил дипломную работу по теме «Социально-экономическая история города Мурома второй половины XVI—XVII вв.» (научный руководитель д.и.н. профессор Н. Ф. Филатов).
С 2003 по 2005 годы обучался в аспирантуре Московского историко-архивного института Российского государственного гуманитарного университета, по окончании которой в 2006 году защитил диссертацию «Социоэкономическая история Мурома XVII в.» с научной степенью кандидата исторических наук.
С 1989 по 1998 годы работал научным сотрудником Муромского историко-художественного музея, хранителем фондов археологии; с 2000 по 2005 годы — выпускающий редактор газеты и информационного интернет-портала Муром. RU; помощник системного администратора интернет-студии Murom-web.
С 2002 по 2004 годы работал в издательском отделе Муромского института (филиала) Владимирского госуниверситета, а с 2006 года — внештатным преподавателем истории и краеведения в учебных заведения г. Мурома (МИ ВлГУ, МФ Московского психолого-социального института, Муромского духовного училища при Спасском монастыре).

### Научная деятельность
Участник ряда археологических экспедиций в Муроме, Великом Новгороде, Ростове и других городах.
С 1990 года ведёт архивные изыскания по теме «Социально-экономическая и культурная история Мурома XVI — начала XX вв.», а также занимается созданием научного электронного банка данных «Купеческие династии г. Мурома (1723—1917 гг.)». Им разработаны авторские мультимедийные научно-образовательные проекты: «Муром. Краеведческий альбом» (CD-ROM, 2004 г.); «Муром. Фотоальбом» (CD-ROM, 2005 г.); «Муром в старинной открытке» (CD-ROM, 2005 г.); «Благовещенский мужской монастырь» (CD-ROM, 2006 г.); видеофильм «Муром. Исторический видеоочерк» (DVD, 2009 г.).
В 2008 году работа «Муромское „Старое вышнее городище“: от мифа к реалиям» была отмечена среди прочих исторических сочинений на IV Всероссийском конкурсе на лучшую работу по русской истории «Наследие предков — молодым. 2008» в номинации «История Руси (допетровская эпоха)».
С 2012 года ведёт работу над многоуровневым мультимедийным 3D научно-образовательным проектом «Средневековая муромская крепость».